# Panthera onca centralis
Panthera onca centralis és una subespècie del jaguar (Panthera onca). Es troba des d'Hondures fins a Colòmbia, incloent-hi Nicaragua, Costa Rica i Panamà. Va ésser exterminat al Salvador.